# Geogarypus canariensis
Geogarypus canariensis är en spindeldjursart som först beskrevs av Albert Tullgren 1900.  Geogarypus canariensis ingår i släktet Geogarypus och familjen Geogarypidae. Inga underarter finns listade i Catalogue of Life.